# Port lotniczy Coventry
Coventry Airport – lotnisko zlokalizowane w Baginton, 5,6 km (3,48 mi) (3,02 NM) na południe od centrum Coventry, w hrabstwie Warwickshire, w Anglii. W nomenklaturze IATA nosi skrót CVT, natomiast w ICAO: EGBE. Właścicielem lotniska jest Regional & City Airports, będący częścią Rigby Group, zaś zarządcą Coventry Airport Limited. Licencja wydana przez Civil Aviation Authority (CAA) numer P902 zezwala na loty publiczne z przewozem pasażerów oraz loty instruktażowe.

## Historia
W 1933 władze miasta Coventry postanowiły wybudować lotnisko w Baginton koło Coventry. Lotnisko otwarto w 1936. W czasie II wojny światowej lotnisko nosiło nazwę RAF Baginton.

### Połączenia lotnicze w przeszłości

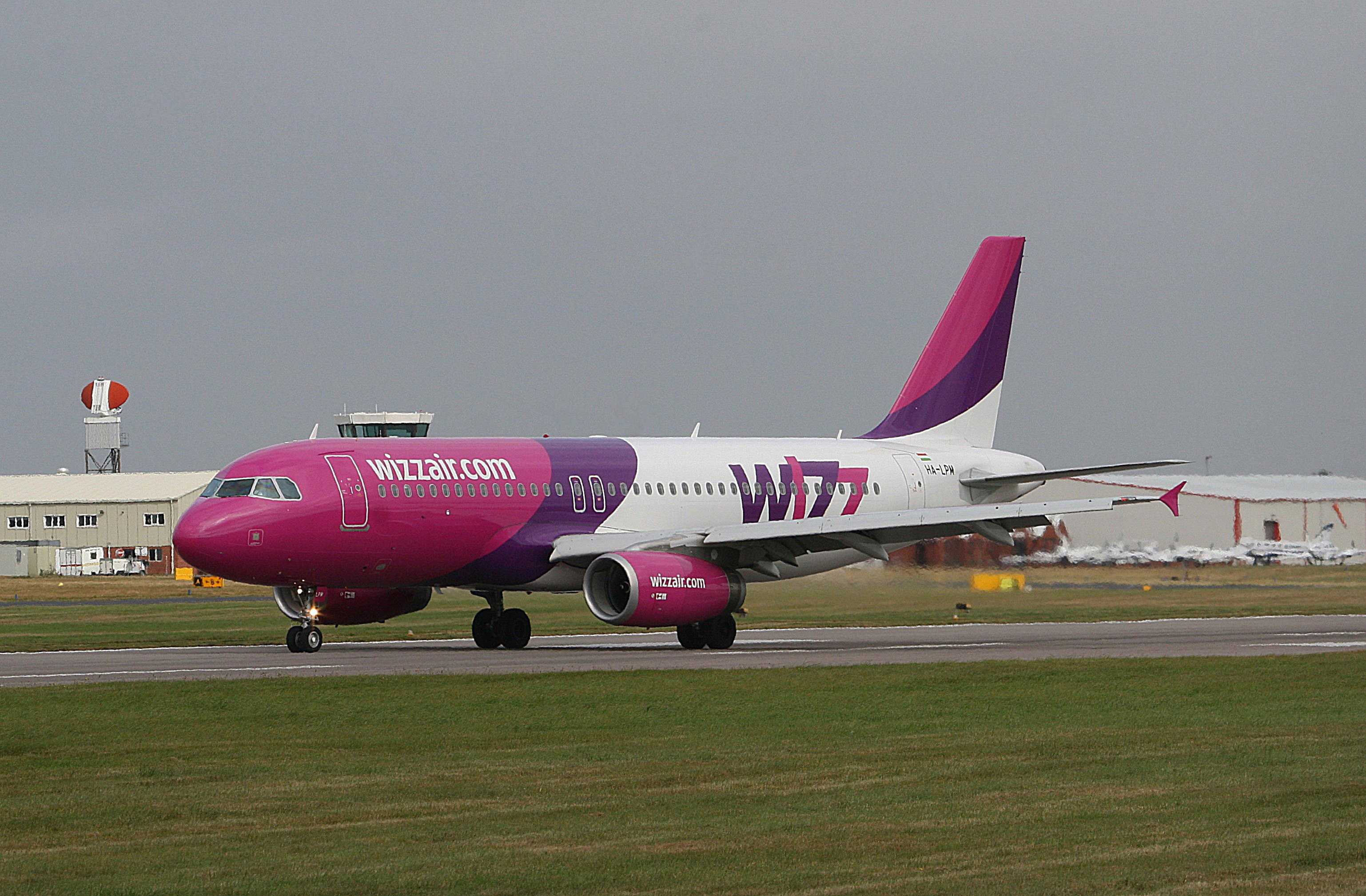
Airbus A320 linii lotniczych Wizz Air (2007)

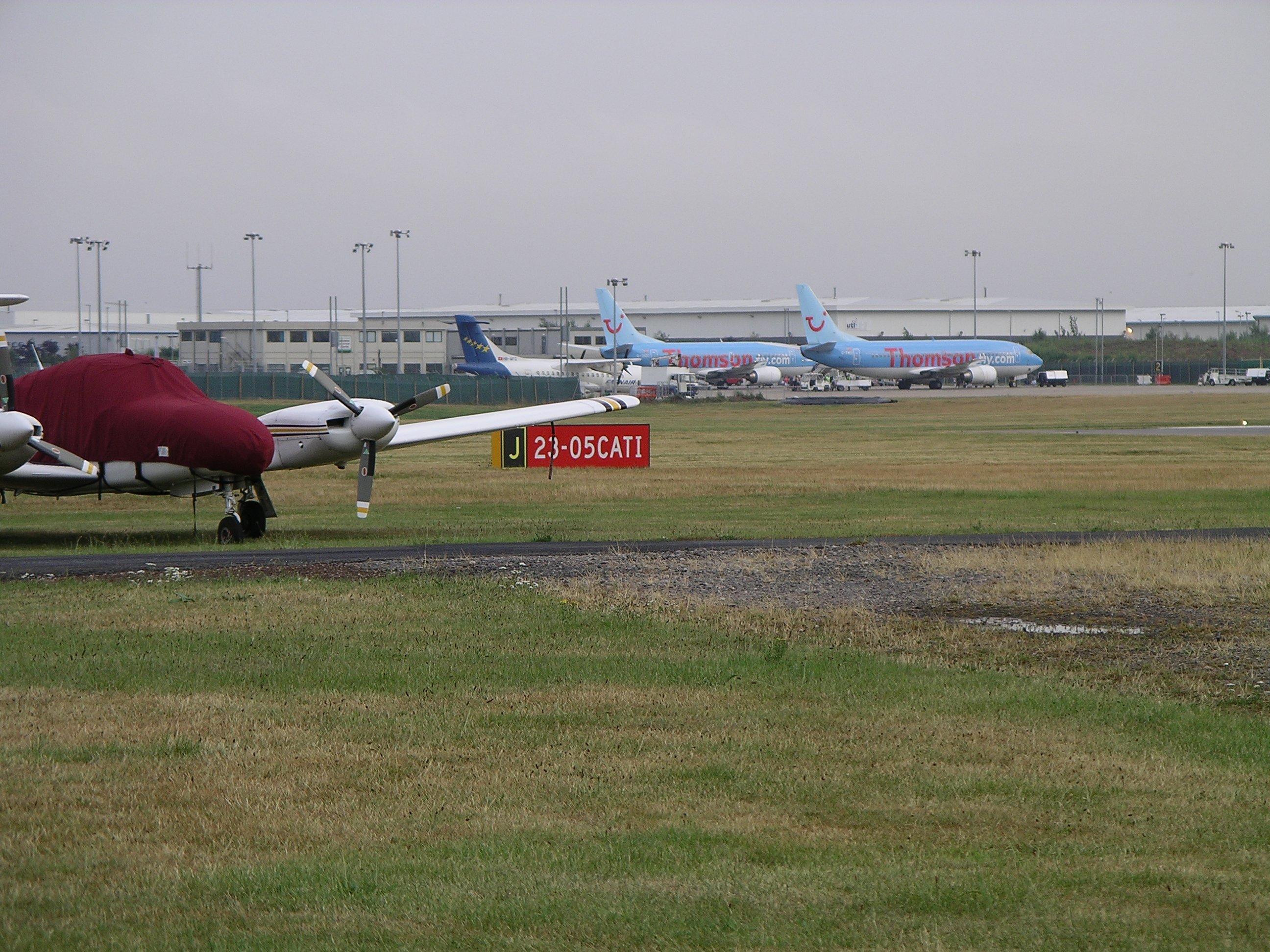
Dwa Boeingi Thomsonfly i ATR 72F linii Farnair Switzerland na lotnisku

W lutym 2004 leasing lotniska został sprzedany linii lotniczej TUI AG, która w marcu 2004 rozpoczęła, pod nazwą Thomsonfly, loty rozkładowe obsługiwane przez dwa Boeingi 737 z tymczasowego terminalu. Pomimo wsparcia ze strony Rady Miejskiej Coventry, loty rozkładowe spotkały się z protestami ze strony mieszkańców, działaczy na rzecz ochrony środowiska oraz Rady Dystryktu Warwick, który posunął się do zakwestionowania zgodności budowy terminalu z lokalnym planem zagospodarowania przestrzennego. W kolejnych latach lotów przybywało, a lotnisko aplikowało o pozwolenie na budowę terminalu dla pasażerów. Thomsonfly poszerzył ofertę o inne trasy europejskie obsługiwane przez sześć samolotów, a Wizz Air rozpoczął regularne loty do Polski.
Po odmowie wydania pozwolenia na budowę terminalu ze strony Warwick District Council w 2004, lotnisko przeprowadziło dwie konsultacje z mieszkańcami i wniosło bezskuteczną apelację do inspektoratu zagospodarowania przestrzennego Zjednoczonego Królestwa, i wreszcie do Sądu Najwyższego w 2008. Przedłużająca się niepewność co do powodzenia rozwoju lotniska doprowadziła Wizz Air 1 września 2008 do decyzji o zamknięciu lotów z Coventry do Gdańska i Katowic. 15 października 2008 Thomsonfly również zapowiedział zakończenie lotów z lotniska Coventry, jako powód podając skupienie się na lotach czarterowych po połączeniu z First Choice Airways. Loty rozkładowe z Coventry zakończyły się 9 listopada 2008. Lotnisko kontynuowało przewóz towarów, loty biznesowe, loty szkoleniowe dla pilotów i obsługę lotnictwa ogólnego, jak również obsługę lotów helikopterów ratowniczych Warwickshire and Northamptonshire Air Ambulance.

### Zamknięcie, sprzedaż i ponowne otwarcie
W maju 2009 lotnisko Coventry zostało wystawione na sprzedaż. Ochronę oraz usługi kontroli ruchu lotniczego zapewniało wówczas Marshall Aerospace. 1 grudnia 2009 poinformowano o wniesieniu petycji przez Urząd Skarbowy HM Revenue & Customs do Sądu Najwyższego w sprawie zamknięcia lotniska. Przesłuchanie miało się odbyć 9 grudnia 2009, ale 8 grudnia 2009 Civil Aviation Authority (CAA) zamknęło lotnisko ze skutkiem natychmiastowym, wydając NOTAM ogłaszający wycofanie licencji dla lotniska. Wszystkie loty komercyjne i szkoleniowe zostały wstrzymane, pozostawiając tylko obsługę lotów helikopterów ratowniczych Warwickshire & Northamptonshire Air Ambulance. Lotnisko otwarto w kolejnym tygodniu bez licencji, bez kontroli ruchu lotniczego, tylko do lotów prywatnych.
Firma ADP ze Szwajcarii wyraziła zainteresowanie przejęciem lotniska na początku 2010, ale się wycofała. 28 kwietnia 2010 grupa Patriot Aviation należąca do Petera Rigby została właścicielem lotniska Coventry, i doprowadziła do jego pełnego otwarcia latem 2010. W czerwcu 2010, po podpisaniu kontraktu na £4 mln, usługi kontroli ruchu lotniczego zapewniało SERCO, ale w 2018 usługi obejmują tylko Służbę informacji powietrznej na częstotliwości 123.825.

## Linie lotnicze i połączenia
W 2018 port lotniczy nie obsługuje regularnych ani czarterowych połączeń lotniczych.